# Serge N'Guessan
Serge N'Guessan (31 de julho de 1994) é um futebolista profissional marfinense que atua como meia.

## Carreira
Serge N'Guessan representou o elenco da Seleção Marfinense de Futebol no Campeonato Africano das Nações de 2017.